# 帕埃塞
帕埃塞（義大利語：Paese），是意大利威尼托大区特雷维索省的一个市镇。总面积38平方公里，人口21776人，人口密度573.1人/平方公里（2009年）。国家统计（ISTAT）代码为026055。